# Agios Ilias (Cipro)
Agios Ilias (in greco Άγιος Ηλίας?; in turco: Yarköy), è un villaggio sito nel nord-est dell'isola mediterranea di Cipro. Esso appartiene de iure al distretto di Famagosta della Repubblica di Cipro, e de facto al distretto di Iskele di Cipro del Nord. Nel 2011 aveva una popolazione di 429 abitanti.

## Geografia fisica
Il villaggio è sito nella penisola del Karpas, sei km a nord-est di Trikomo/İskele e due km dalla baia di Famagosta.

## Origini del nome
Il nome Agios Ilias deriva dal profeta Elia. Yarköy in turco significa 'villaggio su una scogliera'.

## Società

### Evoluzione demografica
Il primo censimento ottomano del 1831 elenca 34 capifamiglia cristiani; non registra un solo musulmano. Anche più tardi, il numero di turchi, come venivano sempre più definiti i musulmani, rimase estremamente ridotto. Solo nel 1891 e nel 1911 c'erano dei residenti turchi, rispettivamente 8 e 2. Sotto il dominio coloniale britannico, il numero di "greci", che includeva non solo la popolazione di lingua greca ma ogni non-musulmano, aumentò continuamente da 390 nel 1891 a 660 nel 1921.
Nel 1901 si contavano 452 persone, dieci anni dopo già 546. Intorno alla seconda guerra mondiale, il numero di abitanti ristagnò, raggiungendo 638 nel 1931 e 631 nel 1946. I conflitti interni all'isola fecero emigrare molte famiglie, così che il numero di abitanti scese a 422 nel 1960, scesi ancora a 355 nel 1973.
Tra luglio e agosto 1974, tutti gli abitanti fuggirono verso sud per sfuggire all'avanzata delle truppe turche. Due anni dopo, arrivarono dei coloni dal sud-ovest della Turchia, provenienti dalla provincia di Denizli, più precisamente dai distretti di Acıpayam e Çardak. Nel 1978, c'erano di nuovo 302 abitanti, nel 1996 erano 352, dieci anni dopo 348. Nel 2011, c'erano 429 abitanti.